# Jansje Gretha Schuiringa
Jansje Gretha (Jans) Schuiringa (Balmahuizen, 9 juli 1887 - Utrecht, 1 augustus 1975), ook bekend als Mej. Schuiringa, was een van de eerste personen in Nederland die de titel tandarts droeg. Het werk van Schuiringa, met name wat zij tussen 1920 en 1957 deed als lector prothetische tandheelkunde aan het Tandheelkundig Instituut in Utrecht, is van grote invloed geweest op de ontwikkeling van de tandheelkundige discipline maxillofaciale prothetiek. De maxillofaciale - betrekking hebbend op kaak en aangezicht - prothetiek houdt zich bezig met het ontwikkelen van protheses voor gezicht en gebit.

## Jeugd
Schuiringa groeit op in een welgesteld boerengezin in het Groningse gehucht Balmahuizen bij Niehove, destijds gemeente Oldenhove. Vader Jan Jacob Schuiringa en moeder Anje Huizing krijgen negen kinderen, van wie er twee dood ter wereld komen. Jans is de oudste van zeven kinderen.
Schuiringa gaat naar de lagere school in het nabijgelegen dorp Niehove. Haar vader vraagt voor Jans toestemming om onderwijs te volgen aan de hogere burgerschool (hbs). Dat verzoek wordt ingewilligd en middelbaar onderwijs volgt Jans op de Rijks Hogere Burgerschool in Groningen.

## Opleiding tot tandarts
Na afronding van de hogere burgerschool begint Schuiringa aan een privé-opleiding bij een tandarts in Groningen. Daar slaagt zij op 13 mei 1909 voor haar theoretisch tandheelkundig examen. Haar vervolgopleiding in de tandheelkunde krijgt Schuiringa aan de Rijksuniversiteit Utrecht. In Utrecht wordt Schuiringa in 1913 lid van de Utrechtse Vrouwelijke Studenten Vereeniging (U.V.S.V.).
Haar tandartsdiploma haalt Schuiringa op 27 juni 1913, niet lang nadat de titel in de tandheelkunde per Koninklijk Besluit is veranderd van ‘tandmeester’ in ‘tandarts’. Zij is daarmee een van de eersten die deze titel draagt. In hetzelfde jaar wordt zij aangesteld als technisch assistent van I.J.E. de Vries, lector op de prothetische afdeling van het Tandheelkundig Instituut te Utrecht. Tussen 1914 en 1918 is Schuiringa op datzelfde instituut tevens assistent van de lector orthodontie, J.A.W. van Loon.
Door het lezen van vakliteratuur over kaak- en gezichtsschade in de Eerste Wereldoorlog raakt Schuiringa geïnteresseerd in het behandelen van patiënten met een combinatie van de chirurgische en prothetische methode. Die behandeling, waarbij een chirurgische ingreep plaatsvindt voor aanvang van de prothetische behandeling,  staat in Nederland nog in de kinderschoenen. Schuiringa doet in de praktijk van De Vries te Amsterdam ervaring op met het behandelen van kaakverwondingen. In 1916 opent Schuiringa haar eigen tandartsenpraktijk.

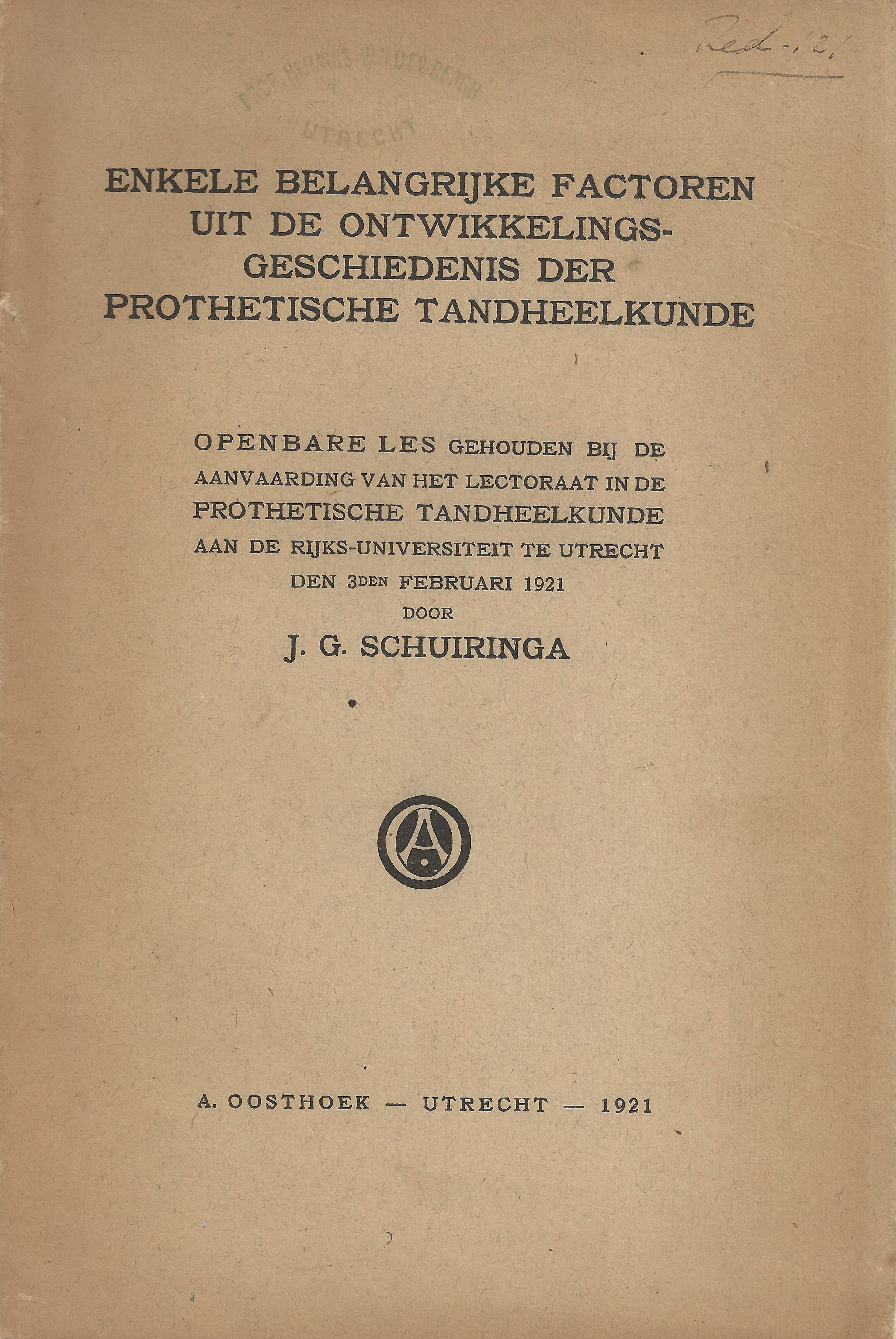
Titelblad 1e les Jansje Schuiringa 3feb1921

In 1918 neemt Schuiringa de onderwijstaken van De Vries over totdat er een nieuwe lector wordt aangesteld. Op 26 augustus 1920 wordt Schuiringa op 33-jarige leeftijd zelf als nieuwe lector prothetische tandheelkunde aangesteld. Enkele maanden later, op 3 februari 1921, houdt zij een openbare les ter aanvaarding van haar nieuwe functie.

## Lectoraat en privépraktijk
Als lector dient Schuiringa haar praktijk op te heffen om zich volledig te kunnen richten op het onderwijs aan tandartsen in spe. In haar privépraktijk blijft Schuiringa echter patiënten met afwijkingen aan kaak en aangezicht behandelen, omdat voor die mensen niet altijd behandelingsmogelijkheden zijn op het Tandheelkundig Instituut. Schuiringa's patiënten hebben vaak letsel opgelopen door ongelukken, door kanker of zijn met een open gehemelte geboren. Schuiringa begeleidt deze mensen vaak aan het einde van hun behandelingstraject en leert hun, met behulp van protheses, weer eten, praten en slikken.
In de jaren voorafgaand aan de Tweede Wereldoorlog gaan veel vermogende patiënten naar steden als Parijs, Berlijn en Wenen voor chirurgisch-prothetische behandelingen. Buiten Nederland is men op dat moment verder gevorderd met dit type gecombineerde behandeling. Patiënten met minder vermogen worden geholpen door tandartsen als Schuiringa. Zij vangt in haar privékliniek prothese-patiënten op die niet geholpen kunnen worden aan de universiteit. Schuiringa's inzet voor de behoeftige medemens blijft niet onopgemerkt.

### Koninklijke onderscheiding en afscheid van universiteit
Op 7 juli 1947 wordt Schuiringa benoemd tot officier in de Orde van Oranje-Nassau, als erkenning voor haar dertigjarige inzet voor het tandheelkundig onderwijs en de tandheelkunde. Tien jaar later, op 26 juni 1957, neemt de lector op 69-jarige leeftijd afscheid van het Tandheelkundig Instituut. Van dat instituut is Schuiringa tussen november 1945 en juni 1948 ook waarnemend directeur geweest.

## Persoonlijk
Buiten de tandheelkunde is Schuiringa actief in het verenigingsleven. Zij is lid van de Vereniging van Vrouwen met Academische Opleiding (VVAO) en tussen 1924 en 1932 zit Schuiringa in het hoofdbestuur van deze vereniging. In 1929 richt zij mede een Utrechtse afdeling van de Soroptimist Club op. Hobbymatig verzorgt Schuiringa vogels in haar volière.
Schuiringa overlijdt op 1 augustus 1975 in Utrecht. Zij wordt begraven in Niehove, het dorp waar zij naar de lagere school ging. In haar necrologie wordt over Schuiringa's leven gesproken als "een onbaatzuchtig, werkzaam en veelbewogen leven, ingezet voor het tandheelkundig onderwijs en voor de gehandicapte mens".

## Publicaties
- Enkele belangrijke factoren uit de ontwikkelingsgeschiedenis der prothetische tandheelkunde (Utrecht 1921).
- 'Eene bevestigingsmethode voor obturatoren bij kinderen met melkgebit of wisselgebit', in: Tijdschrift voor tandheelkunde jaargang 30 (1923), 452-461.
- 'A new system of fixation of obturators', in: Journal of the American Dental Association jaargang 15 (1928), 412-422.
- 'Toelichting bij de grondbeginselen der chirurgisch-prothetische tandheelkunde ten dienste van de voorbehandeling van hoofdverwondingen', in: Tijdschrift voor tandheelkunde jaargang 46 (1939), 991-1016.
- 'De tandheelkunde tijdens en na den oorlog in Nederland', in: Die offisiële tydskrif van die Tandheelkundige Vereniging van Suid-Afrika jaargang 2 (1947), 68-72.
- Le rôle de la prothèse restauratrice dans la réadaptation sociale et professionnelle des blessés de la face (voordracht gehouden in Knokke, ca. 1948).
- 'Expériences de traitements chirurgicaux prothétiques de la mâchoire inférieure', in: Journal dentaire belge jaargang 41 (1950), 115-122.
- Naar de erkenning: gevarieerde bijzonderheden uit een halve eeuw ontwikkeling in oorlogs- en vredestijd van de tandheelkundige chirurgische prothetiek temidden van het groeiende tandheelkundige onderwijs aan de Rijksuniversiteit te Utrecht (Utrecht: J.G. Schuiringafonds 1976).

## Nalatenschap
Voor het veertigjarig tandartsjubileum van Schuiringa wordt een fonds opgericht dat haar naam draagt, het J.G. Schuiringafonds. In de eerste jaren wordt geld van het fonds ingezet om minder vermogende patiënten chirurgisch-prothetisch te laten behandelen. Na het overlijden van Schuiringa is het fonds gericht op bevordering van wetenschappelijke arbeid en studie in Schuiringa's vakgebied.
Het J.G. Schuiringafonds reikt, in samenwerking met de Nederlandse Vereniging voor Gnathologie en Prothetische Tandheelkunde (NVGPT), jaarlijks de Schuiringaprijs uit. Deze prijs dient als aanmoediging voor wetenschappelijk werk op het gebied van de tandheelkundig-chirurgische praktijk. In 2015 werd de prijs uitgereikt aan dr. Anke Korfage van de Rijksuniversiteit Groningen.
De collectie werkmateriaal van Schuiringa telt circa twaalfhonderd modellen, waaronder gebitsafdrukken en -foto's, en wordt sinds 1963 beheerd door het Universiteitsmuseum in Utrecht. Enkele door haar gemaakte protheses worden tentoongesteld in het museum aan de Lange Nieuwstraat.